# 大名道
大名道（だいめい-どう）は中華民国北京政府により設置された直隷省の道。

## 沿革
1912年（民国元年）、清代の大名府、広平府、順徳府の3府及び冀州、趙州に冀南道として設置。観察使は大名県に置かれ、下部に大名、南楽、清豊、東明、濮陽、長垣、邢台、南和、沙河、広宗、平郷、巨鹿、唐山、南楽、内丘、任県、永年、曲周、肥郷、鶏沢、広平、邯鄲、成安、威県、清河、磁県、冀県、衡水、南宮、新河、棗強、武邑、趙県、柏郷、隆平、臨城、高邑、寧晋の37県を管轄した。1914年（民国3年）5月に大名道と改名、観察使も道尹と改められている。1928年（民国17年）に廃止されている。

## 行政区画
廃止直前下部の37県を管轄した。（50音順）
- 威県
- 永年県
- 邯鄲県
- 冀県
- 曲周県
- 巨鹿県
- 邢台県
- 鶏沢県
- 衡水県
- 広宗県
- 広平県
- 高邑県
- 沙河県
- 磁県
- 新河県
- 成安県
- 清河県
- 清豊県
- 棗強県
- 大名県
- 趙県
- 長垣県
- 唐山県
- 東明県
- 内丘県
- 南宮県
- 南楽県
- 南和県
- 任県
- 寧晋県
- 柏郷県
- 肥郷県
- 武邑県
- 平郷県
- 濮陽県
- 隆平県
- 臨城県